# Philoxenia
Philoxenia – Azioni comunitarie a favore del turismo è un programma pluriennale comunitario approvato nella seduta di giovedì 12 giugno 1997 e annunciato il 25 luglio 1997.
 Il Parlamento europeo diede parere favorevole alla proposta di decisione presentata dalla Commissione per i trasporti e il turismo al Consiglio dell'Unione europea in merito all'adozione di un primo programma pluriennale a favore del turismo europeo «Philoxenia» (Ospitalità) destinato a coprire il periodo 1997-2000, proposta alla quale parere positivo è stato dato anche dal Comitato economico e sociale; l'obiettivo principale era quello di risolvere i problemi specifici inerenti all'industria del turismo, migliorandone la qualità e creando nuove possibilità di occupazione, dato che il turismo all'interno dell'Unione europea è il settore che crea la maggior parte dei posti di lavoro e che copre il 13,5% del PIL e occupa 9 milioni di persone in forma diretta. 

Attualmente sembra che questo programma non sia ancora del tutto operativo ma è in continua fase di rielaborazione, l'ultima interrogazione scritta è stata pubblicata sulla Gazzetta ufficiale n. C 093 E del 18/04/2002 (pag. 0204-0205), inerente ai notevoli cali subiti dal turismo a causa dell'attentato dell'11 settembre 2001.

## Gli obiettivi del programma
Philoxenia pone fra gli obiettivi intermedi e immediati del programma i seguenti punti:
- Miglioramento delle conoscenze nel campo del turismo;

(Attraverso un sistema statistico europeo per il turismo basato su indagini, studi e analisi teorico- pratiche);
(Creazione di una grande rete europea di ricerca e documentazione sul turismo);
- Miglioramento del contesto legislativo e finanziario del turismo;

Cooperazione, organizzazione e seguito di riunioni periodiche con gli stati membri e il coinvolgimento di tutto il settore interessato (convegni europei e riunioni tecniche);
- Promozione del turismo sostenibile;

Tramite la creazione di una rete di iniziative locali e sistemi di gestione compatibili con l'ambiente;
- Eliminazione degli ostacoli allo sviluppo del turismo;

Facilitazione della mobilità e promozione della solidarietà;
- Aumento del numero dei turisti dei Paesi terzi;
- Promozione dell'Europa come destinazione turistica;

Gli ultimi due punti si attuano attraverso un maggiore sostegno a campagne promozionali pluriennali (promozione dell'Europa) accanto alle regolari campagne nazionali tenute da ogni Paese.